# Опатийски фестивал
Опатѝйският фестива̀л (на хърватски: Opatijski festival), познат и като „Дни на югосла̀вската заба̀вна му̀зика“ (на хърватски: Dani jugoslavenske zabavne muzike), е музикално събитие в бивша Югославия, организирано от Югославското радио и телевизия (ЮРТ) през 1958 г. За трийсетте години на просъществуването си е един от най-значимите музикални фестивали в пределите на бивша Югославия наред със Сплитския, Загребския, сараевския „Вашият шлагер на сезона“, „Белградска пролет“, „Словенска попевка“ и „Юговизия“, на всеки от които се явяват множество местни изпълнители и групи в надпревара за най-добра песен.

## История
Събитието е замислено по подобие на известния по това време Фестивал на италианската песен в Санремо, който от създаването си през 1951 до 1976 г. се провежда в сградата на местното казино. Първото издание на Опатийския фестивал се състои през 1958 г. в Кристалната зала на хотел „Кварнер“, разположен на брега на Адриатическо море, в която се провеждат всичките му издания.
Подобно на италианския фестивал от 1958 до 1968 г. песните се изпълняват от двама различни изпълнители в две версии с два различни аранжимента, наричани „алтернации“ (тоест редувания; в таблицата по-долу са указани с тирета).
От 1973 до 1976 г. на фестивала се избира югославският представител за участие в песенния конкурс на „Евровизия“. До 1973 г., а след това от 1978 до 1992 г. за тази цел служи „Юговизия“, а от 1992 г. – фестивалът „Дора“. Поради лошите класирания на „Евровизия“ Югославското радио и телевизия се отказва да изпрати представител от 1977 до 1980 г. (нещо подобно правят и италианците). Интересът към Опатийския фестивал угасва постепенно докъм средата на 80-те години, като предпоследното му издание се състои през 1986 г., а последното – през 1993 г. (вече в Хърватия). След независимостта на Хърватия в Кристалната зала на хотел „Кварнер“ започва да се провежда фестивалът „Дора“ за избор на песен за „Евровизия“, който продължава до днес.
На фестивала през годините се явяват множество югославски певци и групи: Иво Робич, Драго Диклич, Зденка Вучкович, Вице Вуков, Бети Юркович, Марко Новосел, Блага Видец, Нина Спирова, Зоран Георгиев, Зафир Хаджиманов, Джордже Марянович, Лола Новакович, Душан Якшич, Аница Зубович, Маряна Държай, Габи Новак, Ана Щефок, Тереза Кесовия, Радойка Шверко, Мая Оджаклиевска, Бисера Велетанлич, Милица Милисавлевич Дугалич, Драган Стойнич, Кемал Монтено, Ладо Лесковар, Елда Вилер, Майда Сепе, Здравко Чолич, „Корни група“, „Индекси“, „Леб и сол“, „Ден за ден“, „Нови фосили“, „Пепел ин кри“ и още много други.

## Победители

### 50-те години
| Година | Изпълнител                                                | Песен                                                        | Автори                                           | Допълнително |
| ------ | --------------------------------------------------------- | ------------------------------------------------------------ | ------------------------------------------------ | --- |
| 1958   | Зденка Вучкович с Иво Робич – Маряна Държай с Душан Якшич | Mala djevojčica („Малко момиченце“)                          | текст: Алка Рубен музика: Милутин Вандекар       | I награда на слушателите на Загребското радио I награда на слушателите на Люблянското радио II награда на слушателите на Белградското радио |
| 1958   | Душан Якшич – Аница Зубович                               | More, more („Море, море“)                                    | текст: Норберт Нойгебаур музика: Мирослав Биро   | I награда на слушателите на Белградското радио II награда на слушателите на Загребското радио                                               |
| 1958   | Тони Клякович                                             | Sretna luka („Щастливо пристанище“)                          | текст: Алка Рубен музика: Милутин Вандекар       | I награда на публиката в залата |
| 1958   | Бети Юркович – Маряна Държай                              | Vozi me vlak v daljave („Вози ме влак в далечината“)         | текст: Александър Скале музика: Йоже Прившек     | I награда на слушателите на станциите на Югославското радио и телевизия (ЮРТ) II награда на експертното жури                                |
| 1958   | Зденка Вучкович – Лола Новакович                          | Kućica u cveću („Къщичка в цветя“)                           | текст и музика: Зарко Рое                        | II награда на слушателите в залата II награда на журито на станциите на ЮРТ                                                                 |
| 1958   | Аница Зубович                                             | Okrećem listove kalendara („Обръщам листовете на календара“) | текст: Драго Бритвич музика: Драгиша Дукич       | |
| 1959   | Вице Вуков – Душан Якшич                                  | Mirno teku rijeke („Мирно текат реките“)                     | текст: Драго Бритвич музика: Мирослав Биро       | I награда на слушателите на Белградското радио II награда на слушателите на Загребското радио Награда за най-добър текст                    |
| 1959   | Душан Якшич – Тихомир Петрович                            | Priča sata („Разказът на часовника“)                         | текст: Никола Дреновац музика: Михайло Живанович | II награда |
| 1959   | Аница Зубович – Вице Вуков                                | Stih u pijesku („Стихотворение в пясъка“)                    | текст и музика: Марио Нардели                    | II награда |
| 1959   | Маряна Държай – Бети Юркович                              | Prišla je pomlad („Дошла е пролетта“)                        | текст: Лев Светек музика: Владимир Стиасни       | III награда |
| 1959   | Габи Новак – Тихомир Петрович                             | Već davno („Отдавна вече“)                                   | текст: Сава Шандоров музика: Мирко Шоуц          | III награда |

### 60-те години
| Година | Изпълнител                        | Песен                                                         | Автори                                                 | Допълнително                                                                                                |
| ------ | --------------------------------- | ------------------------------------------------------------- | ------------------------------------------------------ | --- |
| 1960   | Джордже Марянович                 | Pesma raznosača mleka („Песента на разносвача на мялко“)      | текст: Оливера Живкович музика: Душан Видак            | I награда на слушателите на станциите на ЮРТ                                                                |
| 1960   | Джордже Марянович – Марко Новосел | Prodavač novina („Продавачът на вестници“)                    | текст: Игор Кримов музика: Марио Болюни                | II награда на журито на музикалната критика III награда на слушателите на ЮРТ                               |
| 1961   | Душан Якшич – Марко Новосел       | Julijana („Юлиана“)                                           | текст: Оливера Живкович музика: Душан Якшич            | I награда на слушателите на ЮРТ I награда на журито на музикалната критика II награда на публиката в залата |
| 1961   | Лола Новакович – Вице Вуков       | Jednom u gradu ko zna kom („Някога в един кой знае кой град“) | текст: Слободан Маркович музика: Ангело Влаткович      | I награда на публиката II награда на журито II награда на слушателите на ЮРТ                                |
| 1961   | Аница Зубович – Душан Якшич       | Tišina bez suza („Тишина без сълзи“)                          | текст: Вера Яковлевич музика: Душан Видак              | III награда на слушателите на ЮРТ                                                                           |
| 1962   | Нина Спирова – Зоран Георгиев     | „Еден бакнеж“ („Една целувка“)                                | текст: Христо Кръстевски музика: Петър Пешев           | I награда на публиката в залата и слушателите на 8-те ЮРТ                                                   |
| 1963   | Душан Якшич – Вице Вуков          | Otišla si s lastama („Ти си отиде с лястовиците“)             | текст: Джордже Марянович музика: Душан Якшич           | I награда на експертното жури II награда на публиката                                                       |
| 1963   | Драго Диклич – Сенка Велетанич    | Oprosti, volim te („Прости ми, моля те“)                      | текст: Ивица Краяч музика: Драго Диклич                | III награда на експертното жури                                                                             |
| 1963   | Аница Зубович – Душан Якшич       | Kad jednom odeš („Когато си отидеш някой ден“)                | текст: Милан Котлич музика: Александър Нечак           | I награда на публиката                                                                                      |
| 1963   | Тереза Кесовия – Сабахудин Курт   | Poruka mora („Съобщението на морето“)                         | текст и музика: Марио Нардели                          | II награда на експертното жури III награда на публиката                                                     |
| 1964   | Ладо Лесковар – Джордже Марянович | Potraži me u predgrađu („Потърси ме в предградието“)          | текст: Драго Бритвич музика: Зденко Рунич              | |
| 1965   | Зафир Хаджиманов – Драган Стойнич | Zašto dolazis samo s kišom („Защо идваш само с дъжда“)        | текст: Весна Лукатела музика: Алфонс Вучер             | |
| 1966   | Габи Новак                        | Adrese moje mladosti („Адресите на моята младост“)            | текст: Арсен Дедич музика: Стипица Калоджера           | |
| 1966   | Арсен Дедич – Драган Стойнич      | Ni ti ni ja („Нито ти, нито аз“)                              | текст: Арсен Дедич, Звонимир Голоб музика: Арсен Дедич | I награда на експертното жури                                                                               |
| 1967   | Елда Вилер                        | Na deževen dan („За дъждовен ден“)                            | текст: Елза Будау музика: Юре Робежник                 | |
| 1968   | Тереза Кесовия – квартет „4М“     | Tvoj glas („Твоят глас“)                                      |                                                        | |
| 1969   |                                   |                                                               |                                                        | |

### 70-те години
| Година | Изпълнител       | Песен                                                          | Автори                                        |
| ------ | ---------------- | -------------------------------------------------------------- | --------------------------------------------- |
| 1970   | Ана Щефок        | Želim malo nježnosti i ljubavi („Искам малко нежност и любов“) | текст и музика: Алфи Кабильо                  |
| 1971   | не се провежда   | не се провежда                                                 | не се провежда                                |
| 1972   | не се провежда   | не се провежда                                                 | не се провежда                                |
| 1973   | Здравко Чолич    | Gori vatra („Гори огън“)                                       | текст и музика: Кемал Монтено                 |
| 1974   | „Корни група“    | Generacija '42 („Поколение '42“)                               | текст и музика: Корнелие Ковач                |
| 1975   | „Пепел ин кри“   | Dan ljubezni („Ден на любовта“)                                | текст: Душан Велкавърх музика: Тадей Хрушовар |
| 1976   | „Амбасадори“     | Ne mogu skriti svoju bol („Не мога да скрия болката си“)       | текст и музика: Слободан Вуевич               |
| 1977   | не се провежда   | не се провежда                                                 | не се провежда                                |
| 1978   | Оливер Драгоевич | Zbogom ostaj, ljubavi („Сбогом, любов“)                        | текст: Якша Фиаменго музика: Зденко Рунич     |
| 1979   | „Нови фосили“    | Sklopi oči („Затвори очи“)                                     | текст: Дея Воларич музика: Райко Думич        |

### 80-те и 90-те години
| Година | Изпълнител       | Песен                                   | Автори                                             | Допълнително                                                      |
| ------ | ---------------- | --------------------------------------- | -------------------------------------------------- | ----------------------------------------------------------------- |
| 1980   | „Нови фосили“    | Najdraže moje („Най-скъпото ми“)        | текст: Дея Воларич музика: Райко Думич             |                                                                   |
| 1981   |                  |                                         |                                                    |                                                                   |
| 1982   |                  |                                         |                                                    |                                                                   |
| 1983   |                  |                                         |                                                    |                                                                   |
| 1984   | Оливер Драгоевич | Kamen ispod glave („Камък под главата“) | текст: Якша Фиаменго музика: Зденко Рунич          | I награда на журито на югославските радиостанции „Златна камелия“ |
| 1985   | Сеид Мемич Вайта | Labudovi moji („Лебеди мои“)            | текст: Иван Винкович музика: Нарцис Вучина         |                                                                   |
| 1986   | Зорица Конджа    | Bar da znam („Поне да знаех“)           | текст: Младен Попович музика: Александър Саня Илич |                                                                   |
| 1987   | не се провежда   | не се провежда                          | не се провежда                                     | не се провежда                                                    |
| 1988   | не се провежда   | не се провежда                          | не се провежда                                     | не се провежда                                                    |
| 1989   | не се провежда   | не се провежда                          | не се провежда                                     | не се провежда                                                    |
| 1990   | не се провежда   | не се провежда                          | не се провежда                                     | не се провежда                                                    |
| 1991   | не се провежда   | не се провежда                          | не се провежда                                     | не се провежда                                                    |
| 1992   | не се провежда   | не се провежда                          | не се провежда                                     | не се провежда                                                    |
| 1993   |                  |                                         |                                                    |                                                                   |